# 인천부흥고등학교
인천부흥고등학교(仁川富興高等學校)는 대한민국 인천광역시 부평구 부개동에 있는 공립 고등학교이다.

## 학교 연혁
- 2005년 2월 4일 : 인천부흥고등학교 인가 (36학급)
- 2005년 3월 1일 : 초대 김흥길 교장 취임
- 2005년 3월 3일 : 제1회 신입생 359명 입학 (남 180명, 여 179명)
- 2008년 2월 15일 : 제1회 졸업식 (323명 졸업)
- 2023년 3월 1일 : 제7대 김경선 교장 취임
- 2023년 12월 29일 : 제17회 졸업식 (177명 졸업)
- 2024년 3월 4일 : 제20회 입학식 202명 입학(남 107명, 여 81명)

## 참고 자료
- 인천부흥고등학교 - 한국교육학술정보원 학교알리미